# Dorfkirche Walsleben (Brandenburg)

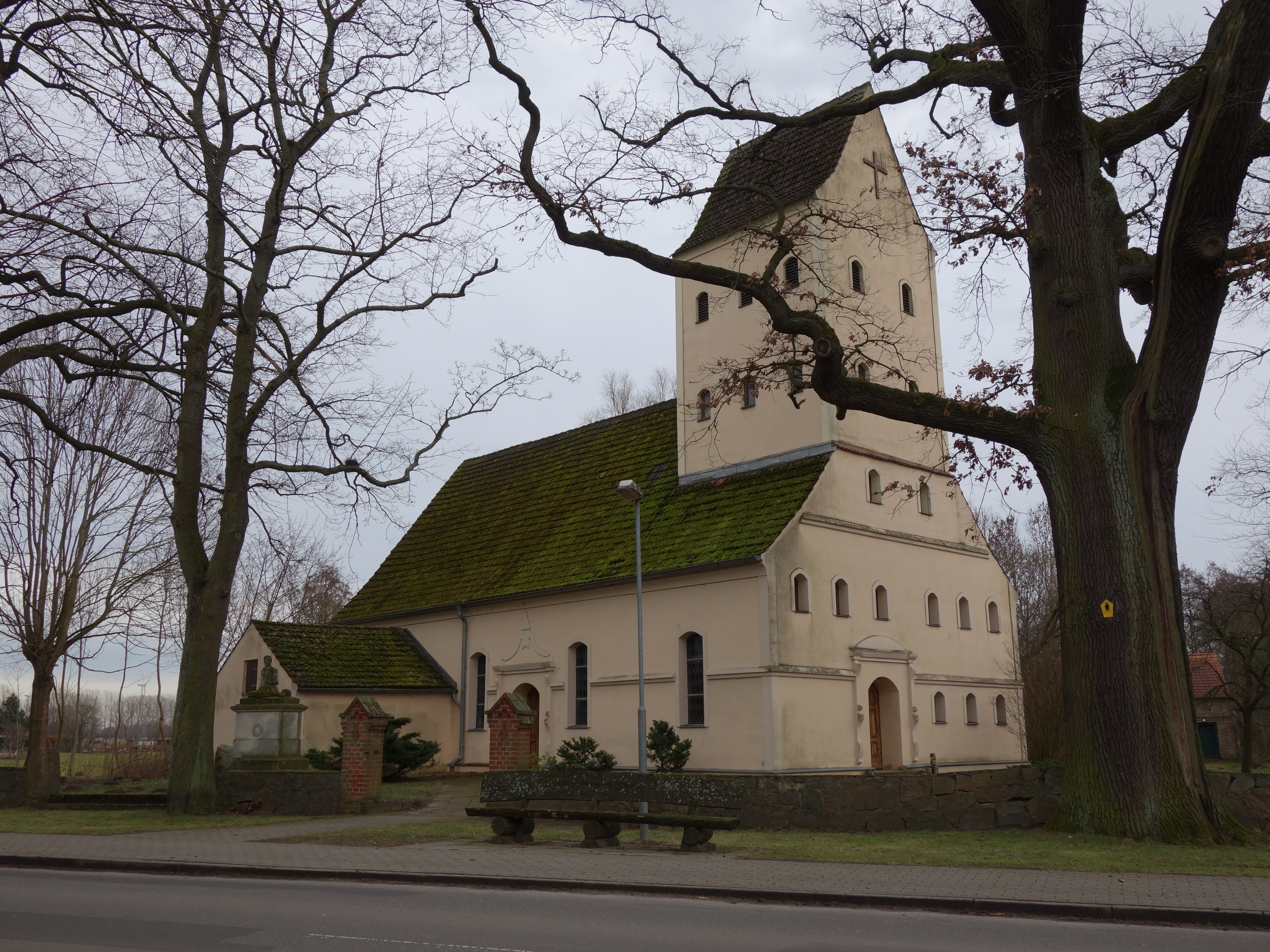
Dorfkirche Walsleben

Die evangelische Dorfkirche Walsleben ist eine Saalkirche in Walsleben, einer Gemeinde im brandenburgischen Landkreis Ostprignitz-Ruppin. Sie gehört der Evangelischen Gesamtkirchengemeinde Temnitz im Kirchenkreis Wittstock-Ruppin der Evangelischen Kirche Berlin-Brandenburg-schlesische Oberlausitz an. Das Gebäude steht unter Denkmalschutz.

## Baubeschreibung und Geschichte
Das jetzige Kirchengebäude wurde im Jahr 1590/92 von Baumeister Grabow in Renaissanceformen als verputzter Saalbau unter dem Patronat der Gutsherrin Ketha von Klitzing, geb. von Oppen, Witwe des Andreas von Klitzing († 1586), errichtet. In der Zeit von 1983 bis 1989 wurde die Kirche vollständig erneuert, wobei die Umfassungsmauern, die aus einer mit Backstein ummantelten Fachwerkkonstruktion bestanden, sukzessive ausgetauscht wurden. Im Zuge dessen wurden auch Einzelformen wie die Portalrahmungen und der Innenraum verändert und der Turm abweichend vom Vorgänger neu errichtet. Trotzdem ist von dem ursprünglichen Bauwerk die Ostwand mit gereihten stichbogenförmigen Blenden im Giebel erhalten geblieben.
Die Kirche beherbergt eine hölzerne Kanzel aus der ersten Hälfte des 17. Jahrhunderts und eine pokalförmige Sandsteintaufe aus dem Jahr 1582 mit Wappenreliefs und Stifterinschriften von Andreas von Klitzing (der Unterbau wurde erneuert). Ein Abendmahlsgemälde stammt aus dem frühen 16. Jahrhundert und stammt ursprünglich aus der Predella des zerstörten Kanzelaltars. In die Nordwand sind mehrere Grabsteine eingelassen, darunter der des genannten Andreas von Klitzing mit der gerüsteten Figur des Verstorbenen sowie ein Kindergrabstein aus dem 17. Jahrhundert und ein qualitätvolles Bruchstück eines weiteren Kindergrabsteins aus dem Jahr 1579.
Auf dem Friedhof befindet sich die Glocke von 1695, die von der abgebrochenen Kirche in Paalzow, vormals Filialkirche von Walsleben, übernommen wurde.
Die örtlichen Gutsherren der Familie der Grafen von Schwerin, die neben Walsleben mit Wildenhoff auch ein Gut in Ostpreußen besaßen, waren Mitglieder des traditionsreichen evangelischen Johanniterordens und Patron der Kirchengemeinde. Der Taufstein von 1895 wurde von einem Grafen von Eulenburg-Wulkow und Mitgliedern der Kreissynode Ruppin gestiftet.
Von 1628 bis 1632 war Georg von Lilien (Lilius) Pastor in Walsleben.